# SN 2005bp
SN 2005bp – supernowa typu II odkryta 17 kwietnia 2005 roku w galaktyce UGC 10732. W momencie odkrycia miała maksymalną jasność 18,80m.